# Hollie Arnold
Hollie Beth Arnold (nacida el 26 de junio de 1994) es una atleta británica de deporte adaptado que compite en la categoría de jabalina F46. Aunque nació en Grimsby, ahora vive y entrena en Loughborough. Arnold compitió sin conseguir un podio en los Juegos Paralímpicos de Pekín 2008 y en los Juegos Paralímpicos de Londres 2012, pero obtuvo la medalla de oro en la categoría de jabalina F46 en los Juegos Paralímpicos de Río de Janeiro 2016. En 2018 se convirtió en la segunda paralímpica, después de Sophie Hahn, que obtuvo las medallas de oro paralímpicas, mundiales, europeas y de la Commonwealth en el mismo evento.

## Vida personal
Arnold nació en Lincolnshire en 1994, creciendo en Holton le Clay. Nació sin su antebrazo derecho. Cuando asistió a un curso de atletismo en pista durante sus vacaciones de verano descubrió una habilidad en la jabalina. Se unió al Club Atlético Cleethorpes, pero más tarde se trasladó a Hengoed en Gales para estar cerca de su antiguo entrenador de atletismo. En 2017 se mudó para entrenar con su actual entrenador en la Universidad de Loughborough en Loughborough.

## Carrera atlética
Su primer evento deportivo de discapacidad lo realizó a la edad de 11 años, ganando siete medallas de oro en varios eventos. En 2008, a la edad de 14 años fue seleccionada para representar a Gran Bretaña en los JJuegos Paralímpicos de Pekín 2008, terminando en el 11º lugar en la jabalina F42-46 femenina. Fue la miembro más joven del equipo de Gran Bretaña de 2008. Al año siguiente ganó sus primeras medallas importantes cuando compitió en los Campeonatos Mundiales Juveniles de la IWAS en Suiza en 2009; ganó la plata en lanzamiento de disco F46 y el bronce en lanzamiento de jabalina F46. El año 2009 fue el último año que Arnold compitió en los campeonatos de lanzamiento de disco, concentrándose completamente en el de jabalina. Al año siguiente mejoró su medalla de jabalina cuando obtuvo la plata en el Campeonato Mundial Junior de la IWAS de 2010 y luego obtuvo el oro en el Campeonato de 2011 que se celebró en Dubái. En 2011 Arnold subió al nivel sénior representando a Gran Bretaña en los Campeonatos Mundiales de Atletismo IPC en Nueva Zelanda; terminó tercera en la jabalina F46, obteniendo la medalla de bronce. En 2012, obtuvo la medalla de plata en los Campeonatos IPC. Su mejor marca personal en la jabalina F46 se registró en 35,88m en junio de 2012 en los Campeonatos de Gales en Cardiff, clasificándola como la número dos del mundo en su evento de entrada a los Juegos Paralímpicos de Londres 2012. La marca personal de Arnold se incrementó en los Juegos Paralímpicos de 2012 en Londres con un lanzamiento de 36,27m. El 22 de julio, Arnold compitió en los Campeonatos Mundiales de Atletismo del IPC en Lyon. Ganó el oro con un tiro ganador de 37,45m, aumentando su mejor marca personal.
En 2014 Arnold se preparaba para la preparación de los Campeonatos Europeos de Atletismo del IPC en Swansea, con la esperanza de mejorar la medalla de plata que había ganado en Stadskanaal dos años antes. A pocas semanas del evento, Arnold fue informada de que debido a la falta de competidores su evento de F46 había sido eliminado. Su siguiente oportunidad de obtener una gran medalla internacional llegó en el Campeonato Mundial de Atletismo IPC de 2015 en Doha. Allí lanzó una distancia récord de campeonato de 40.53 para retener su medalla de oro.
En septiembre de 2016 Arnold ganó la medalla de oro en los Juegos Paralímpicos de Río de Janeiro 2016 con un lanzamiento récord mundial de 43,01 metros.
Fue nombrada Miembro de la Orden del Imperio Británico (MBE) en los Honores de Año Nuevo de 2017 por sus servicios al atletismo de campo.
En abril de 2018, Arnold ganó la medalla de oro en los Juegos de la Mancomunidad de 2018 en Gold Coast, Australia, con un lanzamiento récord mundial de 44,43 metros.